# Byfjeldene (Bergen)
Byfjeldene i Bergen omfatter fjeldområderne øst og vest for Bergensdalen. Traditionelt regnes der med Bergens syv fjelde rundt om  byen, som fra gammel  tid er  gengivet i byens segl. Byfjeldene ligger dels i et sammenhengende bjergplateau øst for Bergensdalen, omtalt som Vidden og flere enkeltstående fjelde vest for dalen. Totalt omfatter dette flere end syv fjelde, men begrebet er ofte afgrænset til de fjelde som er synlige fra byen og som lå indenfor eller nær det oprindelige byterritorium fra før byudvidelsen i 1972.

## Vidden
Mellem Bergensdalen og Arna ligger fjeldene på Vidden, som fra nord til syd er:
- Sandviksfjeldet
- Fløyen
- Rundemanen
- Ulriken

At  tage turen over Vidden betyder at gå fra Ulriken til Fløyfjellet.
Derudover ligger Storsåta, Ulskebjørnen, Kvitebjørnen, Vardegga, Borga og Nattlandsfjellet på fjeldplateauet øst for Bergen.

## Fjeldene mod vest
Vest for Bergensdalen ligger fra nord til syd:
- Lyderhorn
- Damsgårdsfjeldet
- Løvstakken

## Udvidet begreb
Med det udvidede begreb Byfjeldene inkluderes også Gullfjellsplateauet aller længst mod øst i Bergen, Fanafjeldet syd for byen, og Kolbeinsvarden på Askøy nordvest for Bergen.